# Dore Della Lunga
Dore Della Lunga (Falconara Marittima, 25 luglio 1984) è un pallavolista italiano, schiacciatore dell'Emma Villas.

## Carriera

### Club
Inizia la sua carriera nelle giovanili del Falconara, squadra nelle vicinanze del suo paese natìo. Esordisce in prima squadra nel 2000, quando la formazione milita in Serie A2, ottenendo la promozione in A1; dopo due anni il club torna nel campionato cadetto. Nella stagione 2005-06 viene ingaggiato dalla Trentino.
Un problema al polso destro lo costringe a saltare quasi tutta la stagione 2006-07; rientra l'anno successivo, e il suo contributo è prezioso per la vittoria del primo scudetto della società. La stagione successiva segna il suo esordio in Champions League, e nella Final Four di Praga entra in campo per alcuni scambi, sostituendo in seconda linea il bulgaro Matej Kazijski. Giocatore polivalente, oltre che schiacciatore ha spiccate doti di ricezione: nel quarto di finale di Coppa Italia 2007-08, contro il Treviso, gioca da libero, a causa della defezione del titolare Andrea Bari.
Al termine della stagione 2008-09 lascia Trento per vestire la maglia del BluVolley Verona, con l'intento di giocare con più continuità. Con la maglia degli scaligeri disputa 31 partite e realizza 271 punti. Il passaggio si svolse con la formula del prestito per un anno, con opzione per il secondo, che però non venne fatto valere, e Dore torna dopo un anno alla corte di Radostin Stojčev. A pochi mesi dal suo ritorno a Trento vince la Coppa del Mondo per club.
Nel 2011, dopo la vittoria della Champions League nella finale di Bolzano, prolunga il contratto con la squadra trentina fino al 2014.
Sempre rimanendo sotto contratto con la Trentino, vive diverse esperienze in prestito: nella stagione 2012-13 gioca nel Piemonte di Cuneo, nella stagione 2013-14 passa alla Sir Safety Perugia, raggiungendo la finale scudetto, mentre per la stagione 2014-15 è ingaggiato dal Città di Castello.
Nell'annata 2015-16 è ancora in Serie A1 con il Porto Robur Costa di Ravenna, mentre nella stagione seguente ritorna al club di Perugia, con cui conquista la Supercoppa italiana 2017, due Coppe Italia e lo scudetto 2017-18.
Per la stagione 2019-20 è in Serie A2 accettando la proposta dell'Olimpia Bergamo con cui si aggiudica la Coppa Italia di Serie A2/A3, aggiudicandosi nell'occasione il premio di MVP.

### Nazionale
La sua carriera con la maglia azzurra inizia dalle giovanili, con le quali vince il campionato europeo under 20 2002 e con cui partecipa ai Giochi del mediterraneo e alle Universiadi 2005. Con l'arrivo di Andrea Anastasi sulla panchina della Nazionale maggiore, viene convocato per la preparazione in vista delle Olimpiadi di Pechino 2008, disputa qualche week end di World League senza poi far parte della spedizione olimpica. Nel 2009 viene convocato per prendere parte alla preparazione in vista della World League.
Nel 2011 viene nuovamente convocato in nazionale dal nuovo commissario tecnico Mauro Berruto, con cui disputa la World League, senza tuttavia essere inserito nella spedizione per i campionati europei.

## Palmarès

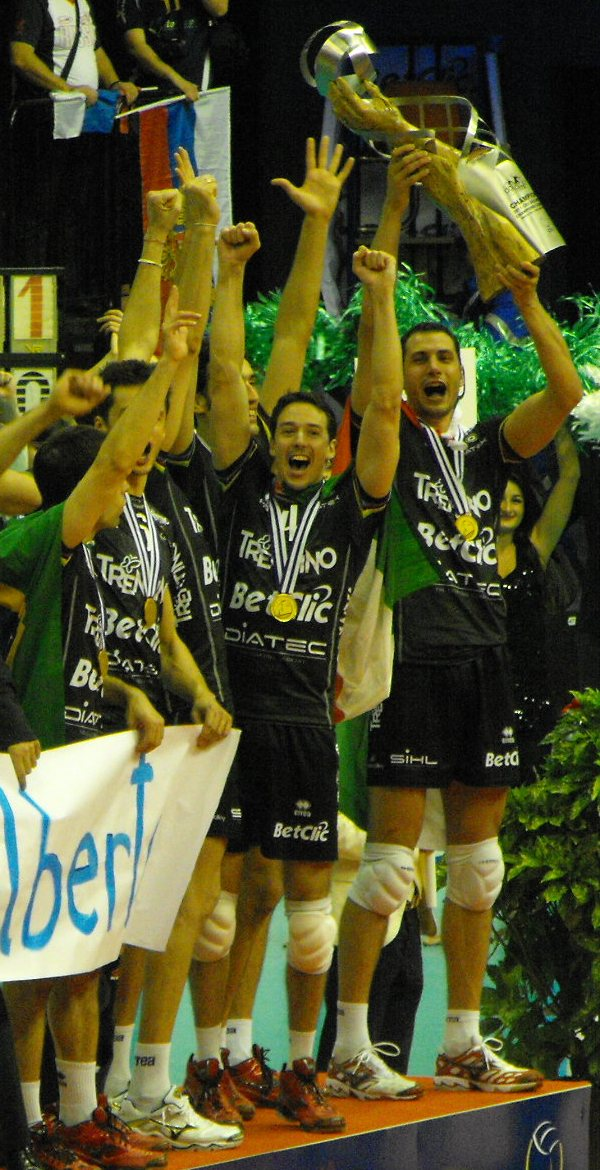
Consegna della Champions League 2011

### Club
- Campionato italiano: 3

2007-08, 2010-11, 2017-18
- Coppa Italia: 3

2011-12, 2017-18, 2018-19
- Coppa Italia di Serie A2/A3: 1

2019-20
- Supercoppa italiana: 2

2011, 2017
- Campionato mondiale per club: 2

2010, 2011
- Champions League: 2

2008-09, 2010-11

### Nazionale (competizioni minori)
- Campionato europeo under 20 2002
- Universiade 2005

### Premi individuali
- 2006 - Serie A1: Miglior under 23
- 2020 - Coppa Italia di Serie A2/A3: MVP